# Savi järv
Savi järv är en sjö i Estland.   Den ligger i landskapet Valgamaa, i den södra delen av landet, 210 km sydost om huvudstaden Tallinn. Savi järv ligger 90 meter över havet.  I omgivningarna runt Savi järv växer i huvudsak blandskog.